# Dirk Schleinert

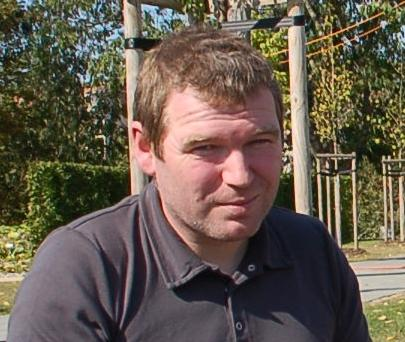
Dirk Schleinert (2006)

Dirk Schleinert (* 2. Juni 1966 in Greifswald) ist ein deutscher Archivar und Historiker. Er veröffentlichte zahlreiche Schriften zur Geschichte Pommerns.

## Biographie
Dirk Schleinert wuchs in der Gemeinde Görmin auf und besuchte die dortige Polytechnische Oberschule. Er erlernte zunächst in Eberswalde-Finow den Beruf eines Zootechnikers/Mechanisators und erwarb zugleich das Abitur. Schleinert studierte an der Ernst-Moritz-Arndt-Universität Greifswald und der Universität Linköping Geschichte und Skandinavistik, sowie an der Fachschule für Archivwesen „Franz Mehring“ in Potsdam und der Archivschule Marburg Archivwissenschaft. 1999 wurde er mit einer Dissertation zur Agrargeschichte Pommerns, für die er im Rahmen der Begabtenförderung der Konrad-Adenauer-Stiftung ein Promotionsstipendium erhielt, an der Philosophischen Fakultät der Ernst-Moritz-Arndt-Universität Greifswald zum Dr. phil. promoviert. Diese beim Böhlau Verlag 2001 publizierte Arbeit wurde mit den Wissenschaftspreisen der Gesellschaft für pommersche Geschichte, Altertumskunde und Kunst und der Pommerschen Landsmannschaft ausgezeichnet. Im November 2000 verlieh ihm die Sparkasse Vorpommern im Rahmen der dritten polnischen Kulturwoche „PolenmARkT“ ihren Förderpreis für seine Verdienste um die deutsch-polnische Zusammenarbeit. Schleinert war damit der erste Träger dieses Preises überhaupt.
Als Archivar war er im Landesarchiv Greifswald, im Landeshauptarchiv Schwerin und zwischen 2002 und 2014 im Landeshauptarchiv Sachsen-Anhalt in Magdeburg und Wernigerode tätig. Seit 1. März 2014 ist er Direktor des Stadtarchivs der Hansestadt Stralsund. und war von 2017 bis Jahresende 2018 Vorstandsmitglied des Landesverbandes Mecklenburg-Vorpommern des Vereins deutscher Archivarinnen und Archivare. Seit dem Frühjahr 2024 ist er als Vertreter Mecklenburg-Vorpommerns Mitglied der Bundeskonferenz der Kommunalarchivare beim Deutschen Städtetag. Auf der Mitgliederversammlung des im Juni 2024 gegründeten Verbandes für das Archivwesen in Mecklenburg-Vorpommern e. V. am 13. November 2024 in Teterow wurde er als Beisitzer in den Vorstand gewählt.
Von 2002 bis 2008 war Schleinert Redaktionsmitglied der Zeitschrift Pommern. Zeitschrift für Kultur und Geschichte. Seit 2005 ist er ordentliches Mitglied und von 2009 bis 2013 war er Vorstandsmitglied der Historischen Kommission für Pommern. Im September 2011 wurde er in die Schriftleitung der Baltischen Studien aufgenommen und seit April 2016 war er ihr Schriftleiter. Von dieser Funktion trat er im Frühjahr 2018 aus gesundheitlichen Gründen wieder zurück, betreute aber den Jg. 2018 noch kommissarisch. Den Rezensionsteil des Jahrbuchs betreut er aber weiterhin.
Schleinert veröffentlichte Schriften und Aufsätze zur Geschichte Pommerns, die außer in der Zeitschrift Pommern unter anderem in den Baltischen Studien und im Jahrbuch für die Geschichte Mittel- und Ostdeutschlands sowie in Sammelbänden erschienen sind. Besondere Schwerpunkte seiner Untersuchungen sind der ländliche Raum in der frühen Neuzeit, der vorpommersche Landadel vom Mittelalter bis zum 19. Jahrhundert und das pommersche Herzogshaus im 16. und frühen 17. Jahrhundert. Seit 2014 ist die Geschichte der Hansestadt Stralsund ebenfalls Gegenstand seiner Forschungen und Publikationen.

## Schriften
- Ivo Asmus, Haik Thomas Porada, Dirk Schleinert (Hrsg.): Geographische und historische Beiträge zur Landeskunde Pommerns. Eginhard Wegner zum 80. Geburtstag (Greifswalder Geographische Arbeiten, Sonderband). Thomas Helms Verlag, Schwerin 1998, ISBN 3-931185-48-6.
- Die Gutswirtschaft im Herzogtum Pommern-Wolgast im 16. und frühen 17. Jahrhundert. (= Veröffentlichungen der Historischen Kommission für Pommern. Reihe V: Forschungen zur Pommerschen Geschichte. Band 36). Böhlau, Köln u. a. 2001, ISBN 3-412-10401-9. (zugleich Greifswald, Univ., Diss., 1999) googlebooks
- Das Stammbuch Herzog Philipps II. von Pommern (Findbücher, Inventare und kleine Schriften des Landeshauptarchivs Schwerin, Band 10). Landeshauptarchiv Schwerin, Schwerin 2004, ISBN 3-9805560-9-3.
- Die Geschichte der Insel Usedom. Hinstorff Verlag, Rostock 2005, ISBN 3-356-01081-6 (4. Aufl. 2017).
- Die schwedische Landesaufnahme von Vorpommern 1692–1709. Karten und Texte. Städte. Band 3, Teil 1: Stettin. Lastadie und Vorstädte. Steinbecker Verlag, Greifswald 2004, ISBN 3-931483-33-9.
- Die schwedische Landesaufnahme von Vorpommern 1692–1709. Karten und Texte. Städte. Band 3, Teil 2: Stettin. Passauer Viertel. Verlag Ludwig, Kiel 2005, ISBN 3-937719-29-6. googlebooks
- Dirk Schleinert, Ralf-Gunnar Werlich (Hrsg.): Loitz – Stadt an der Peene. Beiträge zur Geschichte und zu ihren Kunst- und Baudenkmalen. (= Beiträge zur pommerschen Landes-, Kirchen- und Kunstgeschichte. Band 10). Thomas Helms Verlag, Schwerin 2008, ISBN 978-3-935749-63-3.
- Die schwedische Landesaufnahme der Insel Poel 1698. (= Quellen und Studien aus den Landesarchiven Mecklenburg-Vorpommerns. Band 9). Edition Temmen, Bremen 2009, ISBN 978-3-86108-064-0.
- Dirk Schleinert im Auftrag der Historischen Kommission für Pommern e. V. (Hrsg.): Eginhard Wegner: Das Land Loitz zwischen 1200 und 1700. Ein Beitrag zu einer historisch-geographischen Untersuchung Vorpommerns. Verlag Ludwig, Kiel 2009, ISBN 978-3-86935-010-3; Kartenband: Verlag Ludwig, Kiel 2010, ISBN 978-3-86935-032-5. (Die schwedische Landesaufnahme von Vorpommern 1692–1709, Sonderband)
- Dirk Schleinert (Text), Heiko Wartenberg (Bildredaktion): Das alte Pommern. Leben und Arbeiten auf dem platten Land. Hinstorff Verlag, Rostock 2010, ISBN 978-3-356-01381-8.
- Der Ideale Gutsbetrieb in Schwedisch-Pommern. Eine Reformschrift des Landrates Felix Dietrich von Behr von 1752. (= Publikationen des Lehrstuhls für Nordische Geschichte. Band 14). Greifswald 2011, ISBN 978-3-86006-374-3.
- Henning Rischer, Dirk Schleinert (Hrsg.): Die Demminer Kolloquien zur Geschichte Vorpommerns. Ausgewählte Beiträge 1995–2011. Sardellus Verlagsgesellschaft, Greifswald 2012, ISBN 978-3-9813402-3-5.
- Pommerns Herzöge. Die Greifen im Porträt. Hinstorff Verlag, Rostock 2012, ISBN 978-3-356-01479-2.
- Die schwedische Landesaufnahme von Vorpommern 1692–1709. Karten und Texte. Städte. Band 3, Teil 3: Stettin. Kessiner Viertel. Verlag Ludwig, Kiel 2013, ISBN 978-3-86935-201-5.
- Sonja Birli, Nils Jörn, Christian Peplow, Haik Thomas Porada, Dirk Schleinert (Hrsg.): ene vruntlike tohopesate. Beiträge zur Geschichte Pommerns, des Ostseeraums und der Hanse. Festschrift für Horst Wernicke zum 65. Geburtstag. (= Schriftenreihe der David-Mevius-Gesellschaft. Band 12). Kovac, Hamburg 2016, ISBN 978-3-8300-8799-1.
- Dirk Schleinert, Monika Schneikart (Hrsg.): Zwischen Thronsaal und Frawenzimmer. Handlungsfelder pommerscher Fürstinnen um 1600 (= Forschungen zur pommerschen Geschichte. Band 50). Böhlau Verlag, Köln / Weimar / Wien 2017, ISBN 978-3-412-50560-8.
- Die Stralsunder Kirchen- und Schulordnung von 1525 (= Beiträge zur Kirchen-, Kunst- und Landesgeschichte Pommerns, Band 20), mit Beiträgen von Norbert Buske, Heiner Lück und Dirk Schleinert. Thomas Helms Verlag, Schwerin 2017, ISBN 978-3-940207-62-3.
- Nils Jörn, Dirk Schleinert (Hrsg.): Vom Löwen zum Adler. Der Übergang Schwedisch-Pommerns an Preußen 1815 (= Forschungen zur pommerschen Geschichte. Band 52). Böhlau Verlag, Köln 2019, ISBN 978-3-412-51242-2.
- Frieden im Ostseeraum. Konfliktbewältigungen vom Mittelalter bis 1945 (= Forschungen zur pommerschen Geschichte. Band 59), Böhlau Verlag, Köln 2022, ISBN 978-3-412-52430-2.